# 506
| Calendário gregoriano                                                        | 506 DVI                         |
| Ab urbe condita                                                              | 1259                            |
| Calendário arménio                                                           | -46 – -45                       |
| Calendário bahá'í                                                            | -1338 – -1337                   |
| Calendário budista                                                           | 1050                            |
| Calendário chinês                                                            | 3202 – 3203                     |
| Calendário copta                                                             | 222 – 223                       |
| Calendário etíope                                                            | 498 – 499                       |
| Calendários hindus - Vikram Samvat - Calendário nacional indiano - Cáli Iuga | 561 – 562 427 – 428 3606 – 3607 |
| Calendário Holoceno                                                          | 10506                           |
| Calendário islâmico                                                          | 120 BH – 119 BH                 |
| Calendário judaico                                                           | 4266 – 4267                     |
| Calendário persa                                                             | 116 BP – 115 BP                 |
| Calendário rúnico                                                            | 756                             |
| Calendário solar tailandês                                                   | 1049                            |

506 (DVI, na numeração romana) foi um ano comum do século VI do Calendário Juliano, da Era de Cristo, a sua letra dominical foi A (52 semanas), teve início a um domingo e terminou também a um domingo.
| Ano completo                    |
| ------------------------------- |
| Ano comum com início ao domingo |

## Eventos
- O papado conquista o reino visigótico arianista.
- Fim da Guerra Anastácia entre o Império Bizantino e o Império Sassânida

### Por lugar

#### Império Romano
- Lex romana visigothorum, de Alarico II, codifica o direito de súditos romanos no Reino Visigótico de Toulouse.